# Serviteurs de Jésus et Marie
Les Serviteurs de Jésus et Marie (en latin: Servi Jesu et Mariae), à ne pas confondre avec les Serviteurs de Jésus et de Marie fondés en 1930 par le Père Lamy, forment une congrégation cléricale catholique de droit pontifical fondée le 30 mai 1988 par Andreas Hönisch (1930-2008) en Allemagne. Ils signent 'SJM'.

## Historique
Le premier noyau de la future congrégation est formé d'anciens scouts de la Katholische Pfadfinderschaft Europas (scouts catholiques d'Europe) fondée en 1976 par Andreas Hönisch, branche austro-allemande de l'Union internationale des guides et scouts d'Europe. Les premiers prêtres sont formés au séminaire de la Fraternité sacerdotale Saint-Pierre en Bavière, mais ensuite la congrégation ouvre son propre séminaire à Blindenmarkt en Basse-Autriche.
Ils obtiennent l'approbation du Saint-Siège en tant que congrégation de droit pontifical de la part du cardinal Innocenti, le 16 juillet 1994. La congrégation est dirigée depuis 2014 par Paul Schindele.

## Activité et diffusion

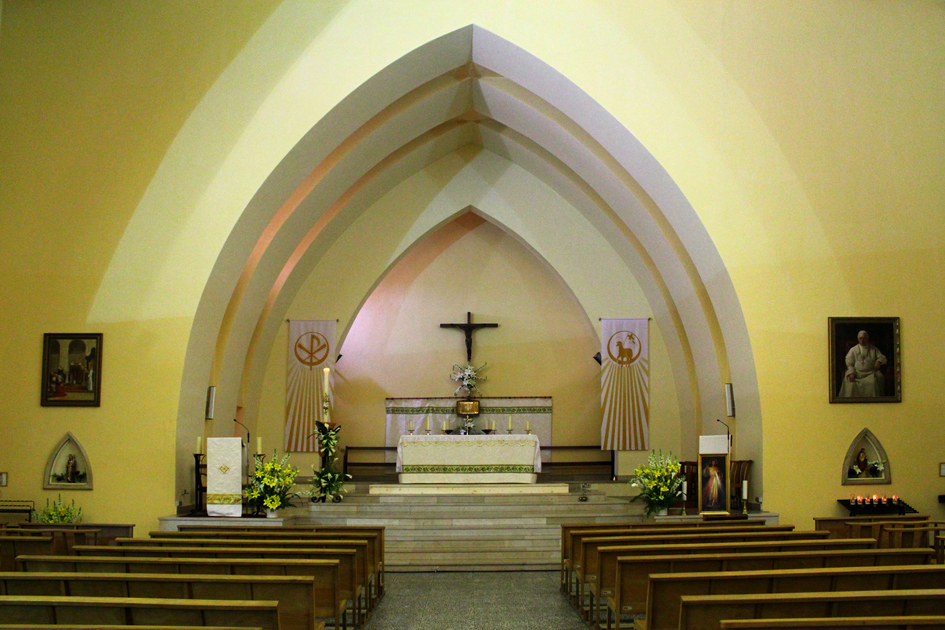
Intérieur de l'église Saint-Pie X de Toulon.

Les membres de la congrégation ont pour objectif la nouvelle évangélisation, en particulier de la jeunesse et des scouts, et de maintenir la  spiritualité jésuite préconciliaire. Ils ont en effet le privilège d'utiliser le missel en latin de 1962 selon la forme extraordinaire du rite romain (forme dite de saint Pie V), mais ils ont accepté aussi de célébrer dans la forme ordinaire de 1969 (Novus Ordo Missae), c'est-à-dire en langue vernaculaire ou en latin, mais selon le missel de Paul VI. Ils sont rattachés à la commission pontificale Ecclesia Dei.
Le père Hönisch, fondateur, est demeuré supérieur général jusqu'à sa mort en 2008. Son successeur est le père Anton Bentlage, auquel succède en 2014 le père Paul Schindele.
Ils sont aujourd'hui une cinquantaine de prêtres et de frères. Leur apostolat est en paroisse en Autriche et en Allemagne (leur maison centrale est à Markt Rettenbach en Souabe), auprès des paroissiens, et spécialement auprès de la jeunesse et des scouts. Ils ont été également invités dans différents diocèses étrangers en Albanie, en Belgique, en France - où ils sont présents à la paroisse Saint-Pie X de Toulon, où une résidence est canoniquement érigée le 16 décembre 2021, ainsi qu'au Kazakhstan (où ils s'occupent depuis 2001 d'une école à Korneïevka dans le diocèse de Karaganda), en Roumanie et en Ukraine.
Ils dirigent également en Westphalie le collège Cardinal-von-Galen (Kolleg Kardinal von Galen), collège-lycée et internat qui se trouve au château Haus Assen donné en 1997 par le comte Christoph Bernhard von Galen (1907-2002), neveu du célèbre « lion de Münster », à la congrégation. Le  collège Saint-Ignace (nl), internat secondaire flamand en Belgique, a ouvert ses portes à Maleizen (village dépendant de la commune d'Overijse) à la rentrée 2015.